# Гутьерре Бермудес
Гутьерре Вермудес (или Гутьер Бермудес; исп. Gutierre Bermúdez, o Vermúdez; умер в 1130 году) — леонский граф и дворянин, имевшим интересы в Галисии, главным образом, на северо-востоке, вокруг Луго. Активный сторонник королевы Урраки (1109—1126), так и Альфонсо VII Императора (1126—1157).

## Биография
Гутьерре был сыном Бермудо Овекиса, сына графа Овеко Бермудеса. Его матерью была Химена Пелаес, дочь Пелайо Фройласа и Альдонсы Ордоньес. Гутьерре был родственником семьи Вела и братом Суэро Бермудеса. Он женился на Тоде Перес, дочери Педро Фройласа де Трабы и Майор Родригес де Барсена. В 1125 году она сделала пожертвование монастырю Карбоэйро. После смерти мужа, 1 марта 1143 года, она вместе со своим братом Родриго Пересом и сыном Велой Гутьерресом внесла пожертвование монастырю Собрадо-де-лос-Монхес, основанный ее братьями Фернандо и Бермудо в 1118 году. Тода и её братья Фернандо и Бермудо сделали то же самое снова 20 марта 1155 года, в последний раз, когда Тода была записана живой.
Гутьерре впервые упоминается в документе от 18 января 1086 года. В правление короля Леона Альфонсо VI Гутьерре Бермудес вступил в спор с бенедиктинскими монахами Сан-Хуан-де-Кориас по поводу уплаты пошлин (portazgo) на перемещение товаров через владения Ласианы. Король освободил аббатство от пошлин в Ласиане. В мае 1112 года Гутьерре был возведен в ранг графа (Latin comes) и пожалован tenencias (феодами) Монтенегро (которые он сохранял по крайней мере до 1115 года и, возможно, до конца правления Урраки) и Монтерросо. В 1117 году Гутьерре и его жена купили землю в Виго. В 1122 году он сделал пожертвования регулярному духовенству Сан-Хуан-де-Каабейро и Сан-Хуан-де-Кориас. В 1126 году он сразу же заключил мир с новым королем Леона Альфонсо VII, еще находясь в Галисии. Позднее, в апреле, он прибыл в Самору, чтобы принести клятву верности, согласно Хронике Альфонсо Императора. Позднее той же весной Ариас Перес возглавил восстание в Галисии. Согласно «Historia compostellana», Альфонсо поручил некоему «графу G» и прелату Диего Жельмирезу per litteras suas (то есть письменно) подавить восстание. Этот анонимный граф, возможно, был Гутьерре или, возможно, Гомес Нуньес. Где-то между 1127 и 1129 годами он сделал еще одно пожертвование бенедиктинцам Лоренсаны, а в 1128 году — Ордену тамплиеров. В феврале 1129 года Гутьерре Бермудес обменял все свои владения в Астурии у своего брата Суэро на все земли последнего в Галисии.
Согласно грамоте от 30 октября 1130 года, своему последнему известному публичному акту, Гутьерре Бермудес пожертвовал монастырь Сан-Сальвадор-де-Вильяфри собору Святой Марии в Луго, который в то время строился под руководством главного строителя Раймундо де Монфорте. Но существует несоответствие между этим и грамотой, датированной 23 сентября того же года, когда его жена сделала пожертвование Лоренсане на благо души своего покойного мужа; один из документов датирован неправильно. Тода снова сделала пожертвование монастырю в Лоренсане в мае 1131 года. Гутьерре был похоронен в Лоренсане, хотя он находился в Западной Галисии, в зоне, где доминировал дом Траба. Сын Гутьерре Вела никогда не достигал того же ранга, что и его отец; он служил рыцарем в при дворе короля Альфонсо VII и был награжден виллой Сан-Эстебан-де-Ногалес в мае 1149 года. Сын Велы, Понсе Вела де Кабрера, женатый на Альдонсе Альфонсо де Леон, незаконнорожденной дочери короля Альфонсо IX, является предком дома Понсе де Леон.